# Biddeford
Ne doit pas être confondu avec Bideford.
Biddeford est une ville dans le sud de l'État du Maine (États-Unis). Elle est située sur la rive droite de la rivière Saco qui la sépare de sa ville jumelle Saco. Toutes deux font partie de l'aire métropolitaine de Portland.

## Histoire
Le premier Européen à s'établir à Biddeford était le médecin Richard Vines durant l'hiver 1616 à 1617.
Roger Spencer a obtenu le droit en 1653 de construire la première scierie. Le bois et le poisson sont devenues les principales exportations de la communauté. En 1659, le major William Phillips[Lequel ?] de Boston a construit un moulin. Pendant la Guerre du Roi Philip en 1675, la ville a été attaquée par les Indiens. Les colons se sont retirés à Winter Harbor pour leur sécurité, et leurs maisons et les usines en amont des chutes ont été brûlés. En 1693, un fort en pierre a été construit à une courte distance en aval des chutes, mais il a été capturé par les Indiens en 1703, lorsque 11 colons ont été tués et 24 faits prisonniers au Canada.
La ville a été renommée en 1718 en tant que Biddeford, après Bideford, une ville dans le Devon, en Angleterre, d'où quelques colons avaient émigré. Après la chute de Québec en 1759, les hostilités ont cessé avec les indigènes.
En 1762, le nord-est du territoire de la rivière a été appelée Pepperellborough, qui en 1805 a été rebaptisé Saco. Le premier pont à Saco a été construit en 1767. La rivière se divise en deux chutes 12 m de haut, fournissant de la puissance pour les usines. Les usines ont été créées pour faire des bottes et des chaussures. La ville possède des carrières de granit et des briqueteries, en plus des scieries et silos à céréales. Les principales installations de fabrication de textiles ont été construits le long des berges, comme la Société Laconia en 1845, et la Société Pepperell en 1850. Biddeford a été incorporé comme une ville en 1855.
Beaucoup d'immigrants, surtout des Canadiens du Québec, travaillèrent dans ses usines, qui ont employé jusqu'à 12 000 personnes à la fin du XIXe siècle. Aujourd'hui, la ville ne possède plus qu'une usine.
Les moulins ont attiré des vagues d'immigrants, y compris des Irlandais, des Albanais et des Canadiens français de la province de Québec. À un moment où les usines de textiles employaient jusqu'à 12.000 personnes, mais comme la production s'est déplacée ailleurs, le secteur est entré dans une longue période de déclin. En 2009, la dernière entreprise de textile restant dans la ville, est West Point Home, fermé. La propriété occupe le moulin a été vendu et est en cours de réaménagement en logements et de nouvelles entreprises.